# الکتروفورز مویینه‌ای–طیف‌سنجی جرمی

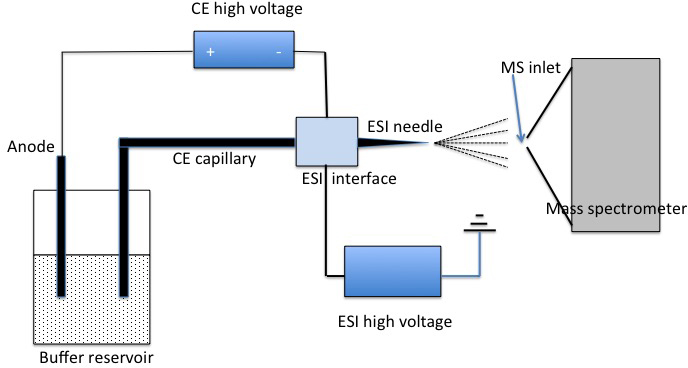
نمودار شماتیک از الکتروفورز مویینه‌ای–طیف‌سنجی جرمی

الکتروفورز مویینه‌ای–طیف‌سنجی جرمی (CE-MS) یک تکنیک در شیمی تجزیه است که از ترکیب فرآیند جداسازی مایع الکتروفورز مویینه‌ای با طیف‌سنجی جرمی تشکیل شده‌است. CE-MS مزایای هر دو تکنیک CE و MS را برای ارائه راندمان جداسازی بالا و اطلاعات جرم مولکولی در یک آنالیز واحد ترکیب می‌کند. این روش قدرت تفکیک و حساسیت بالایی دارد، به حداقل حجم (چند نانولیتر) از نمونه نیاز دارد و می‌تواند با سرعت بالایی آنالیز کند. یون‌ها معمولاً با یونش الکتروافشانه تشکیل می‌شوند، اما می‌توانند توسط واجذب-یونش لیزری به کمک ماتریس یا سایر روش‌های یونش نیز تشکیل شوند. در تحقیقات پایه در پروتئومیک و تجزیه کمی مولکول‌های زیستی و همچنین در پزشکی بالینی کاربرد دارد. از زمان معرفی آن در سال ۱۹۸۷، پیشرفت‌ها و کاربردهای جدید، CE-MS را به یک روش جداسازی و شناسایی قدرتمند تبدیل کرده‌است. استفاده از CE-MS برای تجزیه و تحلیل پروتئین و پپتیدها و سایر مولکول‌های زیستی افزایش یافته‌است.

## همچنین ببینید
- کروماتوگرافی مایع–طیف‌سنجی جرمی
- کروماتوگرافی گازی–طیف‌سنجی جرمی